# Вала (епископ Меца)

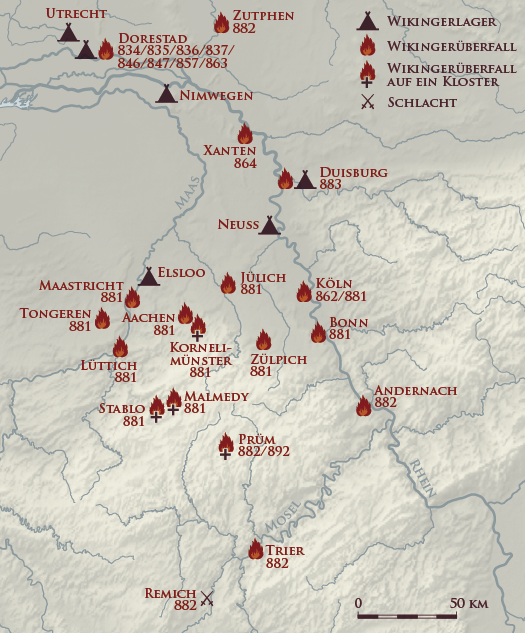
Походы викингов в Рейнскую область

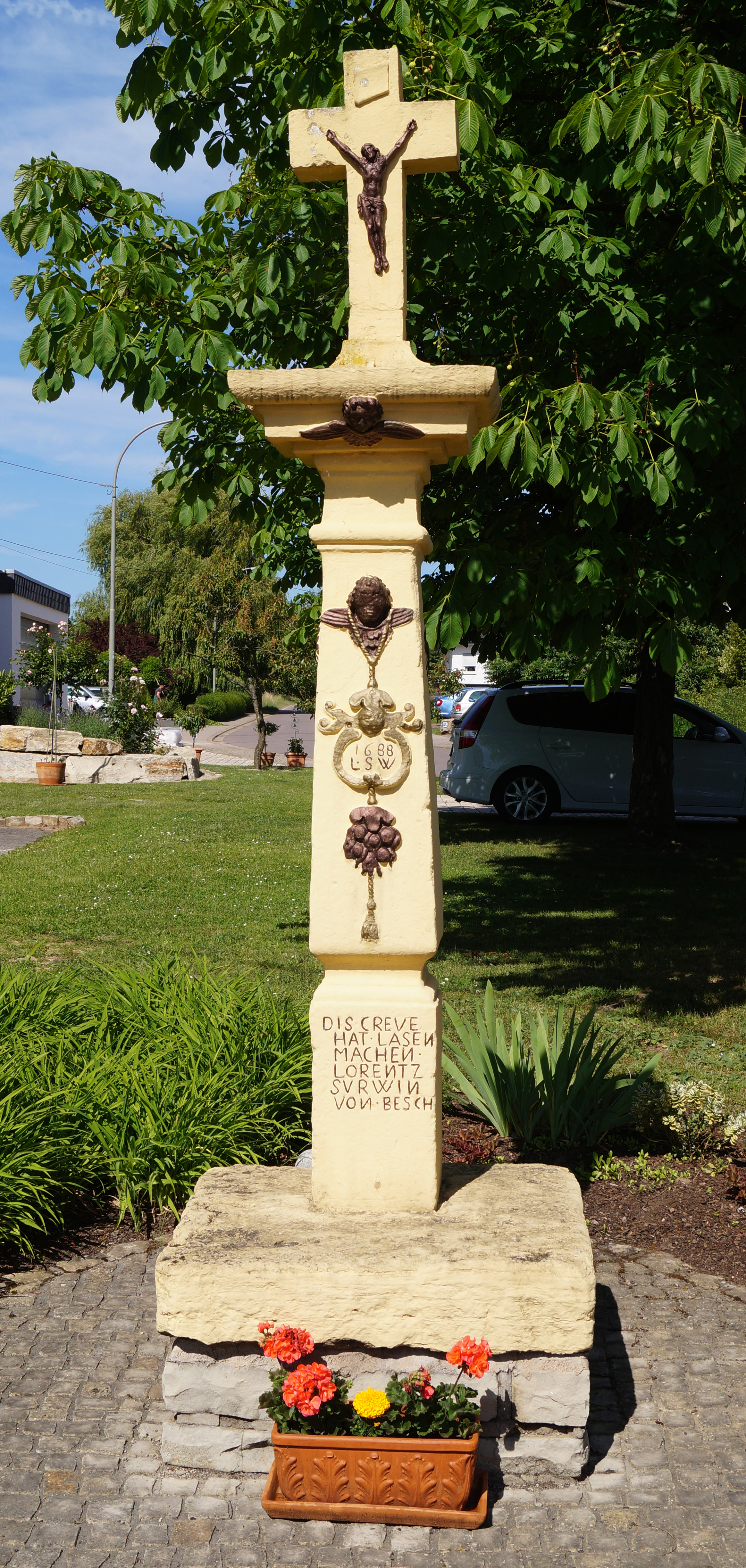
«Норманнский крест», или «Крест епископа Валы» в Беше

Вала (Вало; лат. Wala; погиб 11 апреля 882, Ремих) — погибший в сражении с викингами епископ Меца (с 876 года).

## Биография
Основными средневековыми нарративными источниками о Вале являются «Бертинские анналы», «Хроника» Регино Прюмского, «История Реймсской церкви» Флодоарда и «Деяния мецских епископов». Так же он упоминается во франкских анналах и нескольких современных ему документах.
Родиной Валы была долина реки Мозель. Об этом свидетельствуют несколько пожертвований, сделанных им монастырю Святого Мартина, где были похоронены его неназванные по именам в дарственных документах родители. В «Деяниях мецских епископов» ими указываются граф Блидерик и Ирменгарда, но в достоверности этого свидетельства есть сомнения.
Вероятно, свое духовное образование Вала получил при дворе мецских епископов. Позднее он стал членом капитула кафедрального собора, а 18 марта 876 года был избран главой Мецской епархии, сменив здесь умершего 31 августа прошлого года епископа Адвенция. Интронизация Валы состоялась в конце того же или начале следующего месяца.
6 сентября 878 года на синоде в Труа папа римский Иоанн VIII возвёл Валу в архиепископский сан. В «Хронике аббатства Синт-Трёйден» утверждается, что таким образом было отмечено то выдающееся положение, какое Мецская епархия имела среди других епархий Каролингской Европы. Однако, возможно, это не было актом возведения Мецской епархии в ранг митрополии, а наградой лично Вале за какие-то заслуги перед Святым Престолом. Такие дарения были редки, но не необычны в практике пап римских того времени. Посчитав себя теперь неподвластным своему митрополиту Бертульфу Трирскому, Вала как законный архиепископ в 880 году посвятил в сан нового главу Верденской епархии Дадо. Такое самоуправство суффрагана вызвало негодование трирского архиепископа. Заручившись поддержкой многих франкских прелатов, Бертульф запретил главе Мецской епархии именоваться архиепископом и носить паллий. Вала обратился за помощью к Гинкмару Реймсскому, но тот встал на сторону трирского архиепископа. В результате, так ничего и не добившись, в том же году Вала должен был отказаться от архиепископского сана и снова стать суффраганом Трирской митрополии. Окончательно Вала и Бертульф примирились в 881 году, когда они вместе участвовали в синоде по делу епископа Гинкмара Ланского.
По Верденскому соглашению 879 года, а затем по Рибмонскому договору 880 года вся территория Мецской епархии была включена в Восточно-Франкское королевство. Это окончательно исключило Валу из числа прелатов Западно-Франкского государства и ввело его в духовенство королевства восточных франков.
Вале приписывается основание церкви Святого Спасителя в Меце. Его же считают инициатором создания описи владений и имущества Мецской епархии. В связи с этим документом находится и составление одного из наиболее ранних списков местных епископов, в котором приводились не только имена предшественников Валы, но и данные о продолжительности их пребывания на кафедре.
На время управления Валой Мецской епархией пришлась активизация действий викингов в Восточно-Франкском королевстве. Среди прочих пострадавших от норманнов монастырей было и принадлежавшее епископам Меца аббатство Синт-Трёйден в Льежской епархии, монахи которого должны были покинуть свою обитель. В ноябре 881 года часть Великой языческой армии под командованием Годфрида и Сигфрида построила укреплённый лагерь в Асселе (или Эльслоо на Маасе, или Асселт в современной провинции Лимбург). Отсюда норманны зимой и весной 882 года совершили несколько набегов на находившиеся в долина рек Рейн и Мозель города и монастыри. Во время Страстной недели они прибыли к Триру и стали грабить местность вне стен, в Великий четверг (5 апреля) захватили город, а в Пасху (8 апреля) разорили его. Многие местные жители были убиты, а среди сумевших спастись был нашедший убежище в Меце архиепископ Бертульф. Однако уже через несколько дней стало известно, что из Трира викинги направились к Мецу.
Поспешно собранное в Меце войско во главе графом Адалардом II, архиепископом Бертульфом и епископом Валой выступило навстречу викингам. Участие клириков в военных действиях было обычной практикой в Каролингской Европе. Противники встретились 11 апреля 882 года вблизи селения Ремих. Хотя войско норманнов было малочисленнее армии франков, в кровопролитном сражении победили викинги. Среди многих погибших франков был и Вала, в то время как Адалард II и Бертульф спаслись бегством. Однако понесённые норманнами потери не позволили им продолжить поход, и они были вынуждены отказаться от нападения на Мец.
Согласно легенде, епископ Вала был похоронен в «Малькнопфе», кургане недалеко от римской виллы Ненниг. В действительности, курган был возведён ещё во времена Римской империи, а Вала был похоронен в саркофаге в церкви Святого Спасителя в Меце. Этот артефакт с изображением епископа был уничтожен во времена Наполеона I.
В 1688 году в Беше, на том месте, где по средневековым немецким приданиям, якобы, погиб епископ Вала, был установлен каменный крест. Сейчас известный под названием «Крест епископа Валы» или «Норманнский крест», он содержит надпись: «Dis Creve Hat Lasen Machen Lorentz Surwin von Besch 1688» («Этот крест сделан Лоренцем Зурвином в Беше. 1688»). В действительности, это не посвящённый епископу Вале или сражению при Ремихе памятник, а один из возводившихся в XVII веке чумных крестов. В 1973 году из-за строительства дороги крест был перенесён на нынешнее место.
В Беше есть улицы Норманненштрассе и Бишоф-Вало-Штрассе, названные в память о сражении при Ремихе и его высокопоставленной жертве.
После гибели Валы епископская кафедра в Меце более года была вакантной, а получавшиеся её главами доходы переданы Гуго Эльзасскому. Только 22 апреля 883 года новым епископом Меца был назначен Роберт I.

## Комментарии
1. ↑  По другим данным, Вала стал епископом Меца 21 марта[6].
2. ↑  Указания в некоторых средневековых источниках 10 и 14 апреля как дат гибели Валы, ошибочны[2].